# Селище Обласної сільськогосподарської дослідної станції
селище Обласної сільськогосподарської дослідної станції (рос. Областной сельскохозяйственной опытной станции) — селище у Городищенському районі Волгоградської області Російської Федерації.
Населення становить 921  особу. Входить до складу муніципального утворення Новожизненське сільське поселення.

## Історія
Селище розташоване у межах українського історичного та культурного регіону Жовтий Клин.
Селище засноване 1927 року.
Згідно із законом від 14 травня 2005 року № 1058-ОД органом місцевого самоврядування є Новожизненське сільське поселення.

## Населення
| 2010 | 2012  | 2013  | 2014  | 2015  | 2016  | 2017  |
| ---- | ----- | ----- | ----- | ----- | ----- | ----- |
| 1904 | ↗1931 | ↘1916 | ↘1902 | ↘1899 | ↘1880 | ↘1850 |